# Fu Mingxia
Fu Mingxia (16 de agosto de 1978 en Wuhan, Provincia de Hubei) es una saltadora china de trampolín y plataforma ganadora de cinco medallas olímpicas, cuatro de ellas de oro, y dos títulos de campeona mundial. Está considerada como una de las mejores saltadoras de la historia, junto a su compatriota Guo Jingjing.
A los cinco años comenzó a practicar el deporte de la gimnasia, pero pronto lo cambió por los saltos. A los 9 años abandonó su hogar para ir a entrenar con el equipo nacional en Pekín.
Ganó su primer campeonato mundial en 1991, cuando sólo contaba con 12 años, convirtiéndose en la campeona mundial más joven de la historia.
En los Juegos Olímpicos de Barcelona 1992 fue una de las grandes estrellas, al ganar la medalla de oro en saltos de plataforma con sólo 13 años. Fue la campeona más joven de esos Juegos y la segunda de toda la historia, solo por detrás de la estadounidense Marjorie Gestring, oro en saltos de trampolín en los Juegos de Berlín 1936.
Esta precocidad hizo que la Federación Internacional de Natación estableciera una edad mínima para los saltadores de 14 años a cumplir en el año de la competición, para participar en Juegos Olímpicos o Campeonatos Mundiales.
En 1994 ganó en Roma su segunda título mundial en plataforma. En los Juegos Olímpicos de Atlanta 1996 consiguió ganar el oro tanto en saltos de plataforma como de trampolín, siendo la primera mujer en conseguir este doblete desde la alemana Ingrid Krämer en los Juegos de Roma 1960.
Mingxia Fu se retiró tras los Juegos Olímpicos de Sídney 2000, donde ganó la medalla de oro en salto de trampolín, por delante de su compatriota Guo Jingjing, que con el tiempo se convertiría en su gran sucesora, llegando incluso a superar los logros de Fu Mingxia. Precisamente en Sídney ambas formaron pareja en la modalidad de saltos sincronizados, donde consiguieron la medalla de plata por detrás de las rusas. Esta era la primera edición de los Juegos en que los saltos sincronizados formaban parte del programa olímpico.
En 2002 se casó con Antony Leung, un político y hombre de negocios de Hong Kong, con el que tiene tres hijos.

## Resultados
| Año  | Competición          | Lugar             | Puesto                                                  |
| ---- | -------------------- | ----------------- | ------------------------------------------------------- |
| 1990 | Juegos Asiáticos     | Pekín             | 3ª en Plataforma                                        |
| 1991 | Campeonato del Mundo | Perth             | 1ª en Plataforma                                        |
| 1992 | Juegos Olímpicos     | Barcelona         | 1ª en Plataforma                                        |
| 1994 | Juegos Asiáticos     | Hiroshima         | 2ª en Trampolín                                         |
| 1994 | Campeonato del Mundo | Roma              | 1ª en Plataforma                                        |
| 1996 | Juegos Olímpicos     | Atlanta           | 1ª en Plataforma 1ª en Trampolín                        |
| 1999 | Universiada          | Palma de Mallorca | 1ª en Plataforma 1ª en Trampolín                        |
| 2000 | Juegos Olímpicos     | Sídney            | 1ª en Trampolín Individual 2ª en Trampolín Sincronizado |